# Jean-Charles Gicquel
Pour les articles homonymes, voir Gicquel.
Jean-Charles Gicquel (né le 24 février 1967 à Ploërmel) est un athlète français, spécialiste de saut en hauteur, licencié à l'ACR Locminé-Pontivy. Il a détenu le record de France du saut en hauteur de 1994 à 2014, et détient l'actuel record de France en salle avec 2,35 m.

## Biographie
Il remporte huit titres de champion de France du saut en  hauteur : quatre en plein air en 1987, 1990, 1994 et 1995, et quatre en salle en 1990, 1991, 1993 et 1994.
Le 10 juillet 1994, à Eberstadt, il améliore le record de France du saut en hauteur de Franck Verzy en le portant à 2,33 m, ce record sera battu par Mickaël Hanany en 2014. En salle, il établit cinq records de France : 2,27 m en 1989, puis 2,31 m, 2,32 m, 2,33 m et 2,35 m en 1994. Cette dernière performance constitue l'actuel record de France en salle et la meilleure performance jamais réalisée par un athlète français. Elle est établie le 13 mars 1994 en finale des championnats d'Europe d'athlétisme en salle 1994, à Paris, où Jean-Charles Gicquel remporte la médaille d'argent derrière le Britannique Dalton Grant. 
Il remporte par ailleurs le titre aux Jeux de la Francophonie 1989 et aux Jeux méditerranéens de 1993. Il met un terme à sa carrière en 2000.
Ses enfants Clément Gicquel et Solène Gicquel pratiquent également le saut en hauteur au plus haut niveau. Sa plus jeune enfant, Lucille Gicquel, est une joueuse professionnelle de volley-ball, licenciée du Cuneo Granda Volley, en Italie.

## Palmarès
| Date | Compétition                    | Lieu      | Résultat | Marque |
| ---- | ------------------------------ | --------- | -------- | ------ |
| 1989 | Championnats d'Europe en salle | La Haye   | 7e       | 2,24 m |
| 1989 | Championnats du monde en salle | Budapest  | 12e      | 2,25 m |
| 1989 | Jeux de la Francophonie        | Rabat     | 1er      | 2,22 m |
| 1991 | Jeux méditerranéens            | Athènes   | 8e       | 2,15 m |
| 1993 | Coupe d'Europe des nations     | Rome      | 2e       | 2,30 m |
| 1993 | Jeux méditerranéens            | Narbonne  | 1er      | 2,26 m |
| 1993 | Universiade                    | Buffalo   | 5e       | 2,24 m |
| 1993 | Championnats du monde          | Stuttgart | 11e      | 2,25 m |
| 1994 | Championnats d'Europe en salle | Paris     | 2e       | 2,35 m |
| 1994 | Championnats d'Europe          | Helsinki  | 9e       | 2,25 m |
| 1994 | Finale mondiale                | Paris     | 4e       | 2,30 m |

## Records
| Épreuve         | Épreuve      | Performance | Lieu      | Date            |
| --------------- | ------------ | ----------- | --------- | --------------- |
| Saut en hauteur | En plein air | 2,33 m      | Eberstadt | 10 juillet 1994 |
| Saut en hauteur | En salle     | 2,35 m (NR) | Paris     | 13 mars 1994    |